# 米子市立加茂中学校
米子市立加茂中学校（よなごしりつ かもちゅうがっこう）は、鳥取県米子市両三柳にある公立中学校。

## 沿革
- 1974年（昭和49年）4月1日 - 米子市立第四中学校より加茂中学校を分離開校、同時に第四中は後藤ヶ丘中学校と改称。

## 部活動

### 運動部
- 陸上部
- 水泳部
- バスケットボール部（男子・女子）
- バレーボール部（男子・女子）
- 野球部
- サッカー部
- ソフトボール部
- ソフトテニス部（女子）
- バドミントン部（男子・女子）
- 卓球部
- ハンドボール部
- 剣道部
- 柔道部
- 駅伝部

### 文化部
- 吹奏楽部
- 美術部
- 理科部

## 校区
- 校区は、加茂小学校、河崎小学校の通学区域となっている。

## 交通アクセス
- 西日本旅客鉄道（JR西日本） 境線 三本松口駅より1km。境線 河崎口駅より1.2km。

## 著名な出身者
- 重成俊弥（元サッカー選手）
- 長谷川真吾（歌手）
- 武良竜也（競泳選手、2020年東京オリンピック競泳日本代表）